# Sant’Eufemia d’Aspromonte
Sant’Eufemia d’Aspromonte község (comune) Calabria régiójában, Reggio Calabria megyében.

## Fekvése
A megye nyugati részén fekszik. Határai: Bagnara Calabra, Melicuccà, San Procopio, Scilla és Sinopoli.

## Története
A település alapítására vonatkozóan nincsenek pontos adatok, valószínűleg a 11. században alakult ki. Korabeli épületeinek nagy része az 1783-as calabriai földrengésben elpusztult. A 19. században nyerte el önállóságát, amikor a Nápolyi Királyságban felszámolták a feudalizmust.

## Népessége
A népesség számának alakulása:

## Főbb látnivalói
- Sant’Eufemia Vergine e Martire-templom
- Sant’Ambrogio-templom
- Santa Maria delle Grazie-templom
- San Giuseppe-templom